# Головний капелан
Головний капелан є старшим капеланом у війську, і відповідає за нагляд за капеланами, що проводять релігійні служби та обряди, представляючи християнську віру в цю капеланську організацію, та надаючи душпастирську допомогу та підтримку в межах організації.
Така посада є наприклад, у британській та канадській армії.

## Історія
Посада Головного капелана в британській армії припадає на 1796 рік, коли було утворено відділ армійських капеланів .
Під час Першої світової війни генерал-капелан Джон Тейлор Сміт був рівнозначним званню генералу-майору і під контролем постійного державного секретаря. Левелін Генрі Гвінне був з липня 1915 року заступником генерал-капелана армії у Франції з відносним званням генерал-майора. Обидва були колоніальними єпископами до призначення.
У Другій світовій війні головою капеланства в британській армії був генерал-капелан Англікан, який офіційно перебував під контролем постійного заступника держсекретаря. Помічником генерал-капелана був капелан 1-го класу (повний полковник), а старший капелан — капелан 2-го класу (підполковник).
У 1948 році був призначений перший єпископ до Військ ; єпископ — суфаган архієпископа Кентерберійського, повний титул єпископа до Військ — «Єпископський представник архієпископа Кентерберійського у Збройних Силах». Єпископ до Військ — не військовий капелан . Нинішнім власником цієї посади є Тім Торнтон, єпископ в Ламбеті . Існує іноді плутанина між (англіканським) «Єпископ Військ» і (католицьким) «Єпископ Військ»: з цієї причини останній, як правило, дається його повну назву, тобто «Римо-католицький єпископ Військ».
Кожна з трьох озброєних служб має головного капелана (вищого як архідиякона), для військово-морського флоту — капелана флоту, для армії — генерала-капелана, а для Королівських ВПС — головного капелана .
Музей армійського капеланства зберігає архівний матеріал та інформацію, що стосуються історії генеральних капеланів британської армії як минулого, так і теперішнього.

## Поза англіканством
Генеральний капелан також використовується як термін поза англіканською церквою, маючи на увазі старшого капелана у військовій країні (іноді його називають начальником капеланів, як у військових США). Деякі країни, такі як Південна Африка, Ізраїль та Канада, мають одного генерального капелана чи начальника капеланів для військових в цілому; інші, як і США, мають по одній для кожної гілки збройних сил; в той час як інші мають по одному для кожної основної релігійної чи віросповідної групи, представленої серед її військових.